# رضا عطاران
رضا عطاران اردبیلی اصل  (زادهٔ ۲۰ اردیبهشت ۱۳۴۷) بازیگر، کارگردان و فیلم‌نامه‌نویس ایرانی است. او در رشتهٔ اقتصاد دیپلم خود را دریافت کرد و برای ادامهٔ تحصیل به دانشکدهٔ هنرهای زیبای دانشگاه تهران رفت. با این حال پس از مدتی تحصیل را رها کرد و به سینما روی آورد. او همچنین در کاخک نیز زندگی کرده. آغاز فعالیت عطاران به‌عنوان بازیگرِ تئاتر در دههٔ ۱۳۶۰ بود. حضور عطاران در تلویزیون با مجموعهٔ بیداران (۱۳۶۹) آغاز شد، اما پیشرفت بازیگری او به همکاری با مهران مدیری در دو مجموعه پرواز ۵۷ (۱۳۷۲) و ساعت خوش (۱۳۷۳–۱۳۷۴) مربوط می‌شود.
عطاران نخستین کارگردانی خود را در برنامهٔ سیب خنده (۱۳۷۶) که برای گروه سنی کودک و نوجوان ساخته بود تجربه کرد. وی همچنین در آن سال اولین حضور خود در سینما را در فیلم کلید ازدواج تجربه کرد. او در کلاه‌قرمزی و سروناز (۱۳۸۱) حضور پیدا کرد و در سال‌های ۱۳۸۳ و ۱۳۸۴ با کارگردانی دو سریال خانه‌به‌دوش و متهم گریخت و با بازیگری خودش در این سریال‌ها، مورد توجه قرار گرفت. او سپس در فیلم سینمایی خروس جنگی (۱۳۸۶) بازی کرد و در سال ۱۳۸۹ به‌واسطه بازی در ورود آقایان ممنوع و اسب حیوان نجیبی است تندیس لبخند زرین و دیپلم افتخار بهترین بازیگر مرد مراسم اختتامیهٔ دومین جشن لبخند آفتاب را به دست آورد.
کارگردانی و بازیگری عطاران در خوابم می‌آد (۱۳۹۰) موجب شد او برندهٔ سیمرغ بلورین بهترین کارگردان شود. در همان سال او در بی‌خود و بی‌جهت نیز بازی و دیپلم افتخار بهترین بازیگر مرد را از انجمن منتقدان سینما دریافت کرد. به‌دنبال ایفای نقش در دهلیز (۱۳۹۱)، عطاران در سال ۱۳۹۲ برای نقش‌آفرینی در طبقهٔ هساث برندهٔ سیمرغ بلورین بهترین بازیگر مرد شد. وی در سال ۱۳۹۲ به‌دلیل موفقیت‌های هنری که با بازی در فیلم‌های طبقهٔ هساث، رد کارپت و کلاشینکف کسب کرد، با سودآوری ۱٬۶ میلیارد تومان، سودآورترین بازیگر سینمای ایران در سال ۱۳۹۳ لقب گرفت. وی از آن زمان در فیلم‌های پرفروش نهنگ عنبر (۱۳۹۴) و دنباله‌اش، نهنگ عنبر ۲: سلکشن رؤیا (۱۳۹۶)، هزارپا (۱۳۹۷) و انفرادی (۱۳۹۸) بازی کرد. عطاران برای ایفای نقش در روشن (۱۳۹۹) بار دیگر برندهٔ سیمرغ بلورین بهترین بازیگر مرد شد.

## اوایل زندگی
رضا عطاران در ۲۰ اردیبهشت ۱۳۴۷ در مشهد به دنیا آمد. او دو خواهر بزرگ‌تر و یک برادر کوچکتر از خود دارد و فرزند سوم خانواده است. عطاران اصالتاً اهل کاخک است و مادرش بر اثر زلزله‌ای در کاخک درگذشته است.
ذبیح‌الله عطاران، پدر رضا عطاران در ۲۶ دی ۱۴۰۳ در مشهد درگذشت.
او در دوران کودکی دانش‌آموز درس‌خوانی بوده‌است.

### تحصیلات
عطاران دیپلمش را در رشتهٔ اقتصاد در مشهد دریافت کرد و برای ادامهٔ تحصیل در رشتهٔ طراحی صنعتی به دانشکدهٔ هنرهای زیبای دانشگاه تهران رفت. او پس از مدتی تحصیل را رها کرد و به سینما و بازیگری رو آورد. وی در مصاحبه‌ای انتخاب این رشته دانشگاهی را صحبت خانواده و فامیل دانست و این نکته را نیز بیان کرد که رشته طراحی صنعتی را به نوعی تنها به دلیل بودن در دانشکدهٔ هنرهای زیبا انتخاب کرده‌است.

## دوران کاری

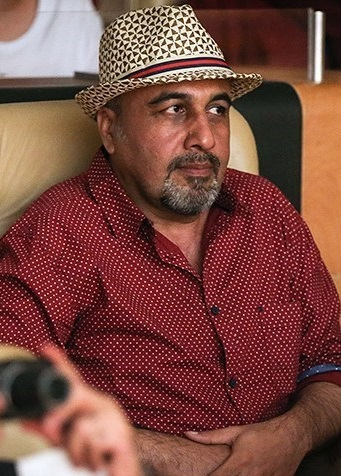
عطاران در جشن نمایش فیلم‌های داریوش مهرجویی در کیش (۱۳۹۵)

### دههٔ ۱۳۶۰ و ۱۳۷۰: آغاز فعالیت
آغاز فعالیت عطاران به بازی در تئاتر حسن حامد در دهه ۱۳۶۰ مربوط می‌شود. او کارش را با حامد در کانون پرورش فکری کودکان و نوجوانان آغاز کرد و در سال ۱۳۶۱ برای گروه کودک صدا و سیمای مشهد مشغول به کار شد. عطاران در بخش نمایشی برنامهٔ رنگین کمان حضور داشت. همکاری عطاران با حامد تا سال ۱۳۷۱ ادامه داشت. عطاران می‌گوید که حامد بیشترین تأثیر را بر او گذاشت.

#### تلویزیون
حضور عطاران در تلویزیون با بازی در مجموعهٔ تلویزیونی بیداران در سال ۱۳۶۹ به کارگردانی اصغر عبداللهی آغاز شد؛ اما آغاز پیشرفت او در بازیگری به مجموعهٔ پرواز ۵۷ مربوط می‌شود. وی یک سال بعد در ساعت خوش (۱۳۷۳) که ساخته مهران مدیری بود، بازیگری و نویسندگی کرد. این برنامه نوعی ساختارشکنی در روایت و دارای پیام‌های اخلاقی بود. این مجموعه باعث پیشرفت او در بازیگری شد. سال بعد عطاران باز هم به‌عنوان نویسنده و بازیگر در سال خوش در کنار مدیری ایفای نقش کرد.
در سال ۱۳۷۶ عطاران در سریال دنیای شیرین که از شبکه یک پخش می‌شد بازی کرد. این سریال به کارگردانی بهروز بقایی بود و برای گروه کودک و نوجوان آماده شده بود. پس از دنیای شیرین عطاران در کنار خسرو شکیبایی و رامبد جوان در سرزمین سبز به ایفای نقش پرداخت. این برنامه از شبکه دو پخش می‌شد.
نخستین تجربهٔ کارگردانی رضا عطاران به مجموعهٔ سیب خنده مربوط می‌شود. این برنامه که برای گروه سنی کودک و نوجوان ساخته شده‌بود به‌صورت هفتگی روی آنتن شبکه یک می‌رفت. وی در سال ۱۳۷۷ به‌همراه مجید صالحی و یوسف تیموری در مجموعهٔ مجید دلبندم بازی کرد. او علاوه بر بازیگری در این سریال، نویسنده و کارگردان آن هم بود. در سال ۱۳۷۹ عطاران در مجموعهٔ قطار ابدی بازیگر، کارگردان هنری و نویسنده بود. موضوع این مجموعه شوخی با داستان‌هایی چون حسن کچل، شهرزاد قصه‌گو و رابین هود بود و رگه‌هایی از نقد مسائل اجتماعی هم در آن وجود داشت. این مجموعه از برنامه‌های تلویزیونی موفق سال‌های پایانی دهه ۷۰ به‌شمار می‌رود. عطاران همچنین در سریال این چند نفر مشاور کارگردان و نویسنده بود.

#### سینما
اولین تجربهٔ عطاران در سینما، بازی در فیلم کلید ازدواج (۱۳۷۶) به کارگردانی داوود موثقی است. او در این فیلم با علیرضا خمسه و نادر سلیمانی هم‌بازی شد. این فیلم توسط افشین سرفراز نوشته شده و در مورد مردی است که قرار است جنس قاچاقی را برای تحویل به یک باند به تهران بیاورد.

### دههٔ ۱۳۸۰: کارگردانی و تلویزیون

#### تلویزیون
«من فیلم‌نامه ورود آقایان ممنوع را با فکر کردن به رضا عطاران نوشتم و جالب است که او نقش را فراتر از فیلم‌نامه بازی کرد. رضا عطاران به‌راحتی می‌تواند به خیلی چیزها نه بگوید، نمونه‌اش هم چند همکاری با من! و به‌خاطر همین ماندنی شد.»

—پیمان قاسم‌خانی در مراسم افتتاحیه فیلم سینمایی «هزارپا»، ۱۰ تیر ۱۳۹۷
عطاران در سال ۱۳۸۰ در زیر آسمان شهر مشاور کارگردان و نویسنده بود. مهران غفوریان کارگردان و تهیه‌کننده زیر آسمان شهر در مورد این سریال و حضور عطاران گفته: «چون برنامه‌هایی که ساخته بودم با استقبال خوبی روبه‌رو شده بودند، تلویزیون با من یک قرارداد بست تا یک کاری تولید کنم و خودم نیز تهیه‌کننده باشم. من به سراغ رضا عطاران رفتم و گفتم می‌خواهم کاری بسازم که خیلی سروصدا کند. رضا هم قبول کرد و چندماه مدام درگیر نوشتن متن کار بودیم و رضا خیلی برای کار زحمت کشید و همه کاراکترها را او خلق کرد. رضا عطاران خالق زیر آسمان شهر است»
در سال ۱۳۸۲ عطاران در مجموعه کمدی کوچه اقاقیا، علاوه بر بازیگر، کارگردان و نویسنده نیز بود. وی سال بعد در مجموعه خانه به‌دوش علاوه بر بازیگری، نویسندگی و کارگردانی هم انجام داد. این مجموعه به‌طور کلی داستانی ساده داشت؛ اما به مسائل اجتماعی مانند بی‌پولی، زیاده‌خواهی و جهل نیز می‌پرداخت. از مجموعهٔ خانه‌به‌دوش به‌عنوان اثری یاد می‌شود که منطبق بر اصول کمدی و طنزآمیز است اما قصه‌ای سخیف و ابتدایی دارد. موفقیت خانه به‌دوش، باعث شد تا از این سبک ساخت سریال برای برنامه‌های جدید نیز استفاده شود. بدین ترتیب عطاران با همین سبک فیلمسازی متهم گریخت را در کنار سعید آقاخانی ساخت. پس از متهم گریخت عطاران در مجموعهٔ تلویزیونی کتاب‌فروشی هدهد به‌عنوان بازیگر مهمان بازی کرد. سپس در سال ۱۳۸۵ در ترش و شیرین کارگردانی، بازیگری و خوانندگی کرد.
رضا عطاران در سال ۱۳۸۷ مشاور کارگردان فیلم سه در چهار به کارگردانی مجید صالحی بود. در همین سال عطاران سریال بزنگاه را به‌عنوان ویژه برنامه ماه رمضان برای پخش از شبکه سه ساخت. او در این سریال بازیگر و کارگردان بود. با اینکه عطاران فعالیت خود را از تلویزیون آغاز کرد و با ساختن سریال‌هایی چون خانه به‌دوش، متهم گریخت، ترش و شیرین و بزنگاه موفقیت و محبوبیت بسیاری نزد مردم یافت اما همکاری وی با تلویزیون تا سریال بزنگاه ادامه داشت؛ عطاران پس از آن‌که صدا و سیما محدودیت‌هایی برای او ایجاد کرد، از تلویزیون خداحافظی کرد. در ۲۷ شهریور ۱۳۸۷ از طرف شورای نظارت بر سازمان صدا و سیمای جمهوری اسلامی ایران نامه‌ای به مدیریت این سازمان فرستاده شد که در آن به دلیل انتقادات شدید مردم و هنجارشکنی‌ها، این سریال توقیف شد. اگر چه روابط عمومی شبکه سه ساعاتی بعد در اطلاعیه‌ای ذکر کرد که پخش این مجموعه ادامه خواهد داشت و متوقف نمی‌شود. با اینکه در حال حاضر هم پیشنهادهایی به او از صدا و سیما برای ساخت می‌شود، اما تابه‌حال خبری رسمی از همکاری عطاران با صدا و سیما منتشر نشده است. او دلیل دوری خود از تلویزیون را خستگی عنوان کرده است.

#### سینما
در سال ۱۳۸۰ عطاران دومین فیلم سینمایی خود را بازی کرد. این فیلم سیندرلا نام داشت. او در این فیلم با پوپک گلدره و رامبد جوان هم‌بازی بود. در سال ۱۳۸۱ به‌عنوان بازیگر در کلاه‌قرمزی و سروناز حضور پیدا کرد. بعد از این فیلم، عطاران در فیلم سینمایی هوو و کلاهی برای باران به ایفای نقش پرداخت. در میان نقدهای فیلم کلاهی برای باران، از عطاران به‌عنوان کسی یاد شده که «با بهره‌مندی از بازی همیشه روان و راحتش و نیز به‌مدد دیالوگ‌های خوبی که برایش نوشته شده است، توانسته گلیم خود را از آب بیرون کشد و با وجود شخصیت پردازی نه چندان چشمگیرش، برای بیننده قابل باور باشد.»
سال ۱۳۸۶ سال پرکاری برای عطاران بود. او در این سال پنج فیلم سینمایی با نام‌های تیغ‌زن، قرنطینه، خروس جنگی، توفیق اجباری و تسویه‌حساب بازی کرد. عطاران در فیلم خروس جنگی مورد توجه قرار گرفت و درخشید. مصطفی محمودی، منتقد سینمای ایران، این فیلم را دارای فیلمنامه‌ای پر از غلط دانست و بیان داشت که کل داستان می‌خواهد به ضرب‌المثل «هر کسی را بهر کاری ساختند» اشاره داشته‌باشد. او دلیل موفقیت این فیلم را عطاران دانست و بیان داشت که موفق بودن فیلم در گیشه مدیون رضا عطاران است. در سال ۱۳۸۸ عطاران در فیلم نیش زنبور بازی کرد. علی سرتیپی، تهیه‌کنندهٔ فیلم در سال ۱۳۸۸، دربارهٔ این فیلم گفت: «از همان ابتدای ساخت فیلم نیش زنبور هدفمان این بود که از سایر فیلم‌های کمدی که در سال‌های اخیر اکران شده بودند فاصله بگیریم. می‌خواستیم فیلمی که می‌سازیم یک فیلم سطحی نباشد و فکر می‌کنم تا حد زیادی هم موفق شده‌ایم.» این فیلم پس از ۷۲ روز نمایش در ۲۵ سینما در مجموع ۱ میلیارد و ۷۵۰ میلیون تومان فروش داشت.
عطاران در سال ۱۳۸۹ در فیلم اسب حیوان نجیبی است بازی کرد. او در این فیلم نقش فردی را بازی می‌کند که خود را جای یک سرگروهبان جازده است. نقش عطاران در این فیلم با دیگر بازی‌هایش متفاوت است؛ او در این فیلم از جنب‌وجوش کمتری برای ارائهٔ نقش برخوردار است. او پس از این فیلم در همان سال در ورود آقایان ممنوع نیز به ایفای نقش پرداخت. این فیلم در سال ۱۳۹۰ نمایش داده شد و عطاران را در بازیگری به تثبیت رساند. منتقدان راجع به این فیلم نظران مختلفی داشتند. مسعود فراستی از جمله منتقدینی بود که نقد مثبتی برای این فیلم ارائه کرد. به‌دلیل بازی عطاران در فیلم‌های اسب حیوان نجیبی است و ورود آقایان ممنوع، تندیس لبخند زرین و دیپلم افتخار بهترین بازیگر مرد مراسم اختتامیهٔ دومین جشن لبخند آفتاب به او تعلق گرفت.

### دههٔ ۱۳۹۰: خداحافظی از تلویزیون، موفقیت در سینما و گیشه
پس از سریال بزنگاه عطاران از تلویزیون خداحافظی کرد. او پس از آن خداحافظی تنها یکی دوبار در نقش مشاور به مجید صالحی و سعید آقاخانی کمک کرده است. عطاران همچنین یک بار مهمان برنامه تلویزیونی گپ به کارگردانی رامبد جوان شد که این برنامه از شبکه آی فیلم پخش شد. او در این برنامه از چگونگی زندگی اش، بازیگری، نحوه کار کردن و ازدواجش صحبت کرد.

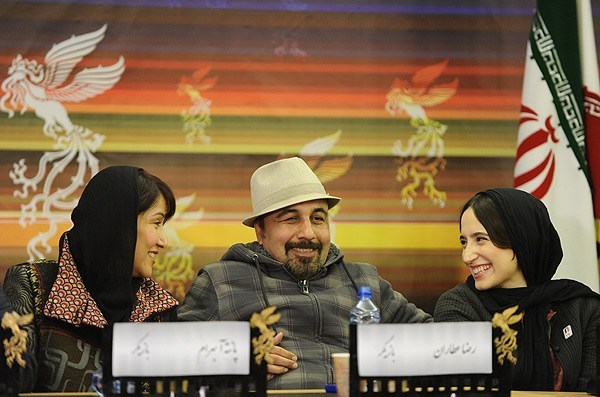
عطاران در کنار پانته‌آ بهرام و نگار جواهریان در نشست خبری فیلم بی‌خود و بی‌جهت

عطاران در سال ۱۳۹۰ کارگردانی و بازیگری فیلم خوابم می‌آد را انجام داد. اکبر عبدی، مریلا زارعی و ویشکا آسایش از بازیگران این فیلم هستند. اولین نمایش این فیلم در سی‌امین دورهٔ جشنوارهٔ فیلم فجر انجام شد و عطاران را برندهٔ سیمرغ بلورین بهترین کارگردان بخش نگاه نو کرد. منوچهر اکبرلو یکی از نقاط مثبت این فیلم را توانایی آن در ارتباط با تماشاگران دانست. او در همین سال در فیلم بی‌خود و بی‌جهت ساختهٔ عبدالرضا کاهانی نیز بازی کرد. این فیلم در تاریخ ۸ آذر ۱۳۹۱ در سینماها به نمایش گذاشته شد و عطاران برای بازی در این فیلم دیپلم افتخار بهترین بازیگر نقش اول مرد را از انجمن منتقدان سینما کسب کرد. این فیلم نقدهای متفاوتی دریافت کرد؛ برخی منتقدان مانند فراستی، این فیلم را بدون میزانسن جدی دانستند و برخی دیگر، مانند مهرزاد دانش، آن را فیلمی خواندند که دارای شخصیت‌پردازی مناسب است.
پس از بی‌خود و بی‌جهت عطاران در فیلم چه خوبه که برگشتی به کارگردانی داریوش مهرجویی، در کنار حامد بهداد و مهناز افشار بازی کرد. این فیلم از لحاظ قالب بندی‌ها و طراحی صحنه به مهمان مامان نسبت داده شده است. پس از همکاری با داریوش مهرجویی، عطاران در دهلیز با بهروز شعیبی در کنار هانیه توسلی همکاری کرد. این فیلم در اولین نمایش خود، روی پردهٔ جشنوارهٔ فیلم فجر رفت. عطاران برای بازی در این فیلم نامزد جایزهٔ سیمرغ بلورین بهترین بازیگر نقش اول مرد شد. او همچنین جایزهٔ بهترین نقش اول مرد هفتمین جشن انجمن منتقدان را دریافت کرد. وی هنگام گرفتن جایزهٔ بهترین بازیگر مرد با لحن طنز خطاب به حضار گفت: «خوشحالم حتی اگر حقم نبود، این جایزه را گرفتم. در این دوره از دست منتقدان جایزه گرفتن برایم اهمیت بسیاری دارد و در دورهٔ قبل اوضاع سینما خیلی شمق در عقرب بود!»
او این بار برخلاف دیگر نقش‌های کمدی‌اش اجرایی جدی داشت و بر اساس برخی نقدها، این ایفای نقش به خوبی انجام شده است. مسعود فراستی از جمله افرادی بود که از این فیلم تعریف کرد او دربارهٔ این فیلم گفت: «دهلیز فیلم خوب، ایرانی و اینجایی است. آدم‌ها شناسنامه دارند و اطرافمان پیدا می‌شوند و به‌طور کلی انسان‌هایی مسئله‌دار هستند. همچنین دوربین اندازه است و از اثر بیرون نمی‌زند.» نیما حسنی‌نسب، منتقد سینما، این فیلم را فیلمی با کیفیت پایین عنوان کرد و دربارهٔ آن گفت: «جزو محدود کسانی هستم که با فیلم مهربان نیستم. به‌عنوان مقدمه باید بگویم موضع من نسبت به دهلیز موضع واکنشی و تدافعی نسبت به جریان اقلیت‌گرایی است که باعث پایین آمدن کیفیت فیلم خوب می‌شوند. ما فیلم‌سازهای خوبمان را با همین بهانه به بیراهه فرستادیم. لیاقت سینمای ایران و بهروز شعیبی بیشتر از فیلم دهلیز است و امیدوارم توقع خودمان را بالاتر از استاندارد ببریم.»
عطاران در سال ۱۳۹۲ در طبقهٔ هساث به بازیگری پرداخت. نمایش این فیلم از تاریخ ۱۵ اسفند ۱۳۹۲ آغاز شد و تا ۱۰ فروردین ۱۳۹۳، بدون هیچ تبلیغاتی در تلویزیون، یک میلیارد و چهارصد و پنجاه میلیون تومان در تهران فروش داشت. با وجود این که این فیلم با عنوان‌هایی چون «داستان ساده اما پرکشش که می‌تواند رویدادهای کمدی فراوانی داشته‌باشد اما تماشاگر هرچقدر که صبر می‌کند کمتر چیزی نصیبش می‌شود» نقد شد، ایفای نقش عطاران خوب تلقی شده و از او به‌عنوان بازیگری طناز که مخاطب او را دوست دارد یاد شد. وی برای بازی در این فیلم در سی‌ودومین جشنواره فیلم فجر برندهٔ سیمرغ بلورین بهترین بازیگر مرد شد، به گفتهٔ فرامرز قریبیان، یکی از اعضاء هیئت داوران آن دوره، جایزه به اتفاق آرا به نوید محمدزاده بازیگر فیلم عصبانی نیستم! تعلق گرفته بود؛ اما تحت تأثیر فشارهای بیرونی به رضا عطاران رسید. عطاران ۴ روز بعد از اختتامیه در گفتگویی سیمرغ بلورین دریافتی‌اش را از جشنواره فیلم فجر متعلق به نوید محمدزاده، بازیگر فیلم عصبانی نیستم!، دانست. در نشست این فیلم در جشنوارهٔ فیلم فجر، عطاران در پاسخ به این پرسش که «آیا شما برای خنداندن مردم حاضرید دست به هر کاری بزنید و به نظر می‌رسد نوعی قبح شکنی برای خنداندن مردم در بازی‌تان دیده می‌شود» عنوان کرد: «من خیلی در میان مردم هستم ماشین آن‌ها سوار می‌شوم؛ آن‌ها را می‌بینم. همه از من خواهش می‌کنند و می‌گویند کاری بساز تا ما بخندیم. به‌نظرم نیاز جامعه امروز خندیدن است. حتی یکی از دوستان منتقد چندی پیش در جایی گفته‌بود عطاران برای اینکه مردم را بخنداند حاضر است شلوارش را هم پایین بکشد. من حاضرم برای خنداندن مردم شلوارم را هم پایین بکشم. من یک‌ذره جلوی احساساتم را گرفتم اما این واقعاً نیاز جامعه است.» این گفته باعث واکنش افراد زیادی شد. جمشید مشایخی از این حرف انتقاد کرد و گفت: «آقای رضا عطاران اگر می‌خواهید مردم را بخندانید بهتر است از بالای یک درخت چنار بپرید که مردم بخندند نه اینکه آن سخن زشت را به کار ببرید که من از گفتنش شرم دارم.» رضا عطاران در مصاحبه‌ای که با احسان علیخانی در ویژه برنامه نوروزی شبکه سوم داشت، نسبت به ماجرای صحبت‌هایش در نشست خبری طبقهٔ هساث که موجب جنجال‌هایی شده بود واکنش نشان داد و آن را یک سوءتفاهم قلمداد کرد.
عطاران در سال ۱۳۹۲ در فیلم استراحت مطلق به کارگردانی عبدالرضا کاهانی نیز بازی کرد. این فیلم در سال ۱۳۹۳ به نمایش درآمد. در این فیلم تماس بدنی عطاران و همسرش بسیار جنجالی شد. استراحت مطلق قرار بود با اصلاحاتی روبه‌رو شود؛ اما به‌دلیل کوتاه بودن این فیلم امکان کوتاه‌تر شدن وجود نداشت. عبدالرضا کاهانی در مقابل این اصلاحات مقاومت کرده و بیان کرد که عطاران با همسرش به بازی می‌پردازد. داستان این فیلم دربارهٔ زنی — با بازی ترانه علیدوستی — است که از شهر دامغان به تهران مهاجرت می‌کند تا به محل کار قبلی اش بازگردد. او در راه سفر به تهران با شوهر سابقش که فردی خشن و پرخاشگر است مواجه می‌شود. این فیلم نیز مانند بیشتر فیلم‌های عبدالرضا کاهانی همچون اسب حیوان نجیبی است از فضاسازی تیره بهره می‌برد. استراحت مطلق نقدهای مثبتی برای عطاران داشت. در این فیلم عطاران و ترانه علیدوستی بهترین بازیگرهای فیلم معرفی شدند و از بابک حمیدیان نیز به‌عنوان بازیگری باورپذیر یاد شد.
حضور عطاران در سینما با بازی در فیلم‌های رد کارپت و کلاشینکف ادامه پیدا کرد. عطاران در رد کارپت کارگردان و نویسنده نیز بود. این فیلم از نظر منتقدان در «ظاهر و دکوپاژ حرف چندانی برای گفتن ندارد اما پیام‌های اخلاقی بسیاری در خود دارد که البته از هم گسیخته هستند و روند داستان هم به شکلی پیش نمی‌رود که این پیامهای اخلاقی بتوانند در کالبد شخصیت اصلی داستان نمود پیدا کند» از نظر دیگر منتقدان «تمام حرف عطاران این است که یک ایرانی اگر به کره مریخ هم سفر کند، باز هم از فاصله دور می‌توان تشخیص داد که او یک ایرانی است. اما حیف که این موضوع به صورت ایدئال به بار نمی‌نشیند تا شاهد اثری ماندگار در سینمای ایران باشیم.»

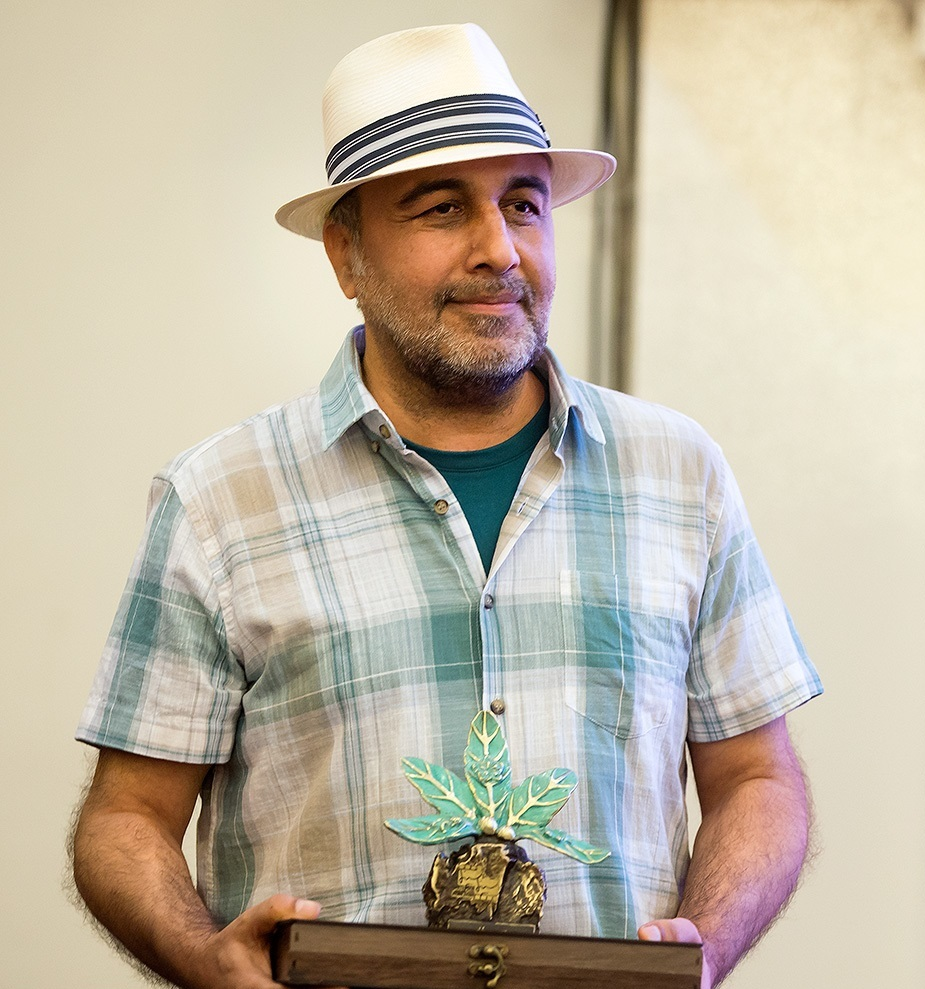
عطاران در نخستین دوره جایزه آکادمی سینماسینما

عطاران به موجب موفقیت‌های هنری که با بازی در فیلم‌های طبقهٔ هساث، رد کارپت و کلاشینکف کسب کرد، با سودآوری ۱٬۶ میلیارد تومان، سودآورترین بازیگر سینمای ایران در سال ۱۳۹۳ لقب گرفت.
او در سال ۱۳۹۳ در فیلم نهنگ عنبر به کارگردانی سامان مقدم به ایفای نقش پرداخت. عطاران در این فیلم نقش مردی پنجاه ساله به نام ارژنگ صنوبر را بازی می‌کند که در حال روایت زندگی گذشته‌اش است. در ابتدا قرار بود این فیلم در سی‌وسومین دوره جشنوارهٔ فیلم فجر به نمایش درآید؛ اما چنین نشد و فیلم پس از بررسی و بازبینی دوباره، در اواخر اردیبهشت وارد سینما شد. با وجود مشکل‌دار خواندن فیلم‌نامهٔ این فیلم در برخی نقدها، از عطاران به‌عنوان کسی یاد شد که ضعف‌های فیلم‌نامه را تا حدودی جبران کرده است. پس از فیلم نهنگ عنبر، عطاران در دو فیلم گینس و من سالوادور نیستم بازی کرد. فیلم گینس، نقطهٔ مقابل فعالیت‌های عطاران بود. از نظر منتقدان عطاران در این فیلم درخشش همیشگی را نداشت و به‌طور کلی باید شخصیت پردازی ضعیف او را عامل حضور ضعیفش در فیلم دانست. پس از دریافت نقدهای منفی برای گینس  و موفقیت در من سالوادور نیستم، عطاران در فیلم دراکولا به بازیگری، کارگردانی و نویسندگی پرداخت. این فیلم با نقدهای منفی مواجه شد. ادامه فعالیت عطاران با بازی در فیلم آب‌نبات‌چوبی شکل گرفت. این فیلم با نقدهایی چون نبود منطق روایی در فیلم‌نامه و مقدمه طولانی آن، از دید منتقدان به‌طور کلی فیلم خوبی ارزیابی نشد.
رضا عطاران در سال ۱۳۹۵ در نهنگ عنبر ۲: سلکشن رؤیا بازی کرد. این فیلم ۲۰ اردیبهشت ۱۳۹۶ در سینماهای ایران نمایش داده‌شد. نهنگ عنبر ۲: سلکشن رؤیا در نهایت بیش از ۲۰ میلیارد فروخت که در زمان خود پرفروش‌ترین فیلم تاریخ سینمای ایران بود و در حال حاضر جایگاه ششم این لیست را دارد. با این وجود منتقدان نهنگ عنبر ۲: سلکشن رؤیا را ضعیف‌تر از قسمت اول دانستند و در مورد این فیلم هم گفتند: «شاید تنها نکتهٔ مثبت فیلم را خودِ رضا عطاران دانست که در سال‌های اخیر به‌تنهایی ژانر مختص به خود را در سینمای ایران پایه‌گذاری کرده؛ ژانری که در آن تمام بارِ کمدی فیلمنامه‌های به‌شدت ضعیف و نم‌پس‌داده بر دوش او قرار داده می‌شوند و او هم با طنازی ذاتی‌اش به خوبی از پسِ اجرای آن‌ها بر می‌آید.» پس از این فیلم عطاران در خانم یایا بازی کرد. این فیلم از مردم و منتقدان نقدهای منفی دریافت کرد. مصادره فیلم بعدی بود که در آن عطاران به بازیگری پرداخت. این فیلم نخستین فیلم کارگردانی شده توسط مهران احمدی بود. فیلم دربارهٔ یک مأمور خرید در ادارهٔ ساواک به نام اسماعیل است که از شغلش چیزی نمی‌داند و پس از ازدواج با یک زن خارجی در هنگام انقلاب از ایران می‌گریزد. این فیلم با حواشی زیادی رو به رو شده و به‌عنوان فیلمی که شروع خوبی دارد اما رفته رفته رو به افول می‌رود معرفی شد. با این حال، برخی منتقدان نقدهای مثبتی نسبت به این فیلم داشتند. محمدرضا لطفی، منتقد، نویسنده و کارگردان سینما، دربارهٔ فیلم مصادره گفت: «مصادره به زعم من مصداق بارز یک فیلم درست و خوب صنعتی است که جای این نوع محصولات استاندارد در سینمای ما خالی است و باید الگویی باشد هم برای فیلمسازان و هم برای مدیران محترم که بدانند معنای درست سینمای صنعتی چنین فیلم‌هایی است بدون کم فروشی و بدون لودگی که هم خوب خواهد فروخت و هم یک اثر استاندارد است.» عطاران پس از مصادره در فیلم هزارپا به ایفای نقش پرداخت. این فیلم با بیش از ۳۰ میلیارد تومان فروش در گیشه، پرفروش‌ترین فیلم تاریخ سینمای ایران بود. هزارپا همچنین نخستین فیلم ۳۰ میلیاردی سینمای ایران است. با وجود فروش خوب، این فیلم توسط برخی نقدها فیلمی ضعیف شمرده شده و به‌عنوان فیلمی معرفی شد که تمام زن‌های آن از هوش پایینی برخوردارند و بسیاری از موقعیت‌های طنز این فیلم بر این اساس شکل می‌گیرند. رضا عطاران در سینما فعالیت موفقی داشته است. وی در چهار فیلم هزارپا، نهنگ عنبر ۲: سلکشن رؤیا، مصادره و من سالوادور نیستم به بازیگری پرداخته که تمام این فیلم‌ها فروشی بالاتر از ده میلیارد تومان داشته‌اند.
فعالیت عطاران در سال ۱۳۹۷ بازی در فیلم زیرنظر به کارگردانی مجید صالحی بود. او همچنین در این فیلم مشاور کارگردان نیز بود. این فیلم نقدهای متفاوتی دریافت کرد، زیرنظر از نظر برخی منتقدان با جملاتی چون «تمام شخصیت‌هایی که در زیر نظر حضور دارند، یک بیمار جنسی محسوب می‌شوند و حتی یک انسان عادی در طول فیلم یافت نمی‌شود» نقد شد. اما در نقدهایی دیگری چون «شوخی‌های جنسی کمدی زیر نظر برخلاف اثری چون رحمان ۱۴۰۰، سخیف نیستند و با ماهیت فیلم کاملاً همخوانی دارند» نیز دریافت کرد.
عطاران در فیلم‌های آزاد مثل هوا به کارگردانی عبدالرضا کاهانی، انفرادی به کارگردانی سید مسعود اطیابی و روشن به کارگردانی روح‌الله حجازی حضور یافت. او برای روشن در سی و نهمین دورهٔ جشنوارهٔ فجر برندهٔ جایزهٔ بهترین بازیگر نقش اول مرد شد.

### دههٔ ۱۴۰۰

#### شبکه نمایش خانگی
عطاران در سال ۱۴۰۲ در مجموعهٔ نمایش خانگی دفتر یادداشت بازی کرد. به عقیدهٔ میلاد جلیل‌زاده در فرهیختگان، این مجموعه به‌جز عطاران «تقریباً هیچ برگ برنده دیگری» نداشت.

عطاران پس از یک سال دوری از شبکه نمایش خانگی در سال ۱۴۰۳ در سریال اجل معلق بازی کرد.

#### سینما
او در سال ۱۴۰۲ در ویلای ساحلی و قیف به ایفای نقش پرداخت. این فیلم نسبت به دیگر فیلم‌های اکران‌شده در آن زمان، آغاز موفقیت‌آمیزتری در گیشه داشت.

 همچنین او در سال ۱۴۰۳ در فیلم صددام ایفای نقش کرد.

## زندگی شخصی
پدر او ذبیح‌الله عطاران دربارهٔ شوق و علاقه او نسبت به بازیگری گفته است: «چرا دروغ بگویم اولش بله! مخالف بودم، هم درکی از این رشته نداشتم و با خودم می‌گفتم که کار خوبی نیست، هم عقلم کم بود، اما وقتی شوق رضا را نسبت به هنر و بازیگری دیدم، گفتم: خیلی خوب بابا جان به کارت برس».
وی در سال ۱۳۷۴ با فریده فرامرزی، بازیگر سینما، ازدواج کرد. او در مصاحبه‌ای در خصوص بچه‌دار نشدن گفت: «اگر قرار را بر بودن یا نبودن [بچه] بگذارید به نظرم نبودن بهتر است. از ابتدا هم با همسرم هم‌عقیده بودیم و پیش از ازدواج هم به‌صورت جدی بر فرزنددار نشدن توافق کردیم.»
عطاران در فعالیت‌های خیریه نیز شرکت می‌کند و به بازدید از مؤسسه‌های خیریه می‌پردازد. او همچنین صاحب یک آتلیه عکاسی در خیابانی در شمال تهران است.

## تصویر رسانه‌ای

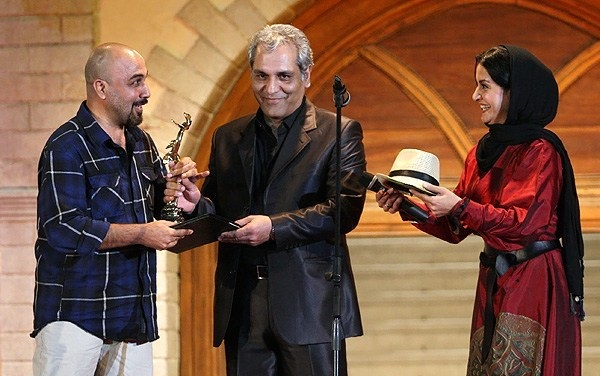
رضا عطاران در کنار مهران مدیری و مریلا زارعی در پانزدهمین دوره جشن بزرگ سینمای ایران

رضا عطاران در میان افراد مختلف مورد نقدهای متفاوتی قرار گرفته است. علی سرتیپی دربارهٔ شخصیت وی می‌گوید: «عطاران آدم گزینشی است. گاهی اوقات برای دل خودش کار می‌کند؛ مثلاً در فیلم خانم یایا که از نظر من فیلم جذابی نیست بازی می‌کند. شاید چون کاهانی را دوست داشته یا به هر دلیل دیگر. من تهیه‌کننده دراکولا بودم. این فیلم را هم عطاران دلی ساخت.» ویشکا آسایش در مورد او می‌گوید: «بدون اینکه کار خاصی بکند، آدم‌ها دوست دارند به او نگاه کنند» رضا درستکار، منتقد سینما وی را بازیگری با شخصیت کاریزماتیک می‌دانند که گاهی در فیلم‌هایی چون هزارپا می‌درخشد و در فیلم‌هایی مثل دراکولا شکست می‌خورد. منوچهر هادی نیز وی را بازیگری طنز با جنسی متفاوت می‌داند که در کنار نجابتی که در وجود اوست باعث می‌شود ناخودآگاه حد و مرزها را نگه داشته باشد و مانع از این شود که کار به لودگی بکشد. محمدحسین فرح‌بخش نیز در مورد او می‌گوید: «عطاران یک چهره منحصربه‌فرد است. بازیگری که می‌تواند موقعیت‌های طنزآمیز بیست درصدی را به مراتب بالاتر ارتقا دهد.»
مسعود فراستی در خصوص روند بازیگری عطاران و بازیگری او بیان داشته است: «عطاران در دوره‌ای در فیلم‌های تلویزیونی اش کمدین بود. هرچه که گذشت کپی بازی‌های خودش شد و باعث شد عقب برود. سخیف یعنی کمدی که در ثانیه نه شما را غافلگیر کند، نه تیز باشد، نه اثر موقعیتی و شخصیتی روی شما بگذارد، بلکه یک راحت الحلقوم کمیک باشد که تنها در لحن خلاصه می‌شود.»
عطاران در سال ۱۳۹۷ پول‌سازترین بازیگران سینمای ایران لقب گرفت. سه فیلم هزارپا، مصادره و خانم یایا توانستند در مجموع ۵۶ میلیارد و ۷۵۱ میلیون تومان فروش داشته باشند. وی در خصوص تعبیر این لقب برای خودش گفت: «از ترکیب پول‌سازترین بازیگر بدم می‌آید. به نظر من وقتی می‌گویید پولساز مثل این است که دربارهٔ یک دستگاه حرف می‌زنید که دارد برای خودش یا هر کسی پول‌سازی می‌کند، در حالی که واقعاً سینمای ما در این حد نیست و همه ساله شاید فقط چند فیلم هستند که هزینه‌شان را درمی‌آورند.»
سریال‌های عطاران در میان مردم دارای محبوبیت خاصی است؛ به صورتی که در رمضان ۱۳۹۹، متهم گریخت پس از سال‌ها همچنان پر مخاطب‌ترین سریال این ماه قرار گرفت.

## جایزه‌ها و نامزدی‌ها
| جشنواره/جایزه                               | سال  | دسته                                          | اثر نامزدشده                          | نتیجه    | منابع   |
| ------------------------------------------- | ---- | --------------------------------------------- | ------------------------------------- | -------- | ------- |
| جشنوارهٔ فیلم فجر                            | ۱۳۹۰ | بهترین کارگردانی (در بخش نگاه نو)             | خوابم می‌آد                            | برنده    | [ ۱۴۱ ] |
| جشنوارهٔ فیلم فجر                            | ۱۳۹۰ | بهترین بازیگر مرد (در بخش نگاه نو)            | خوابم می‌آد                            | نامزدشده | [ ۱۴۱ ] |
| جشنوارهٔ فیلم فجر                            | ۱۳۹۰ | بهترین بازیگر نقش اول مرد                     | خوابم می‌آد                            | نامزدشده | [ ۱۴۱ ] |
| جشنوارهٔ فیلم فجر                            | ۱۳۹۱ | بهترین بازیگر نقش اول مرد                     | دهلیز                                 | نامزدشده | [ ۱۴۲ ] |
| جشنوارهٔ فیلم فجر                            | ۱۳۹۲ | بهترین بازیگر نقش اول مرد                     | طبقه هساث                             | برنده    | [ ۱۴۳ ] |
| جشنوارهٔ فیلم فجر                            | ۱۳۹۶ | بهترین بازیگر نقش اول مرد                     | مصادره                                | نامزدشده | [ ۱۴۴ ] |
| جشنوارهٔ فیلم فجر                            | ۱۳۹۹ | بهترین بازیگر نقش اول مرد                     | روشن                                  | برنده    | [ ۱۲۵ ] |
| جشنوارهٔ فیلم فجر                            | ۱۴۰۳ | بهترین بازیگر نقش اول مرد                     | صددام                                 | نامزدشده | [ ۱۴۵ ] |
| جشن انجمن منتقدان و نویسندگان سینمایی ایران | ۱۳۹۱ | بهترین بازیگر نقش اول مرد                     | بی‌خود و بی‌جهت                         | برنده    | [ ۵۹ ]  |
| جشن انجمن منتقدان و نویسندگان سینمایی ایران | ۱۳۹۲ | بهترین بازیگر نقش اول مرد                     | دهلیز                                 | برنده    | [ ۱۴۶ ] |
| جشن بزرگ سینمای ایران                       | ۱۳۹۰ | بهترین بازیگر نقش اول مرد                     | اسب حیوان نجیبی است                   | برنده    | [ ۱۴۷ ] |
| جشن بزرگ سینمای ایران                       | ۱۳۹۳ | بهترین بازیگر نقش اول مرد                     | طبقه هساث                             | نامزدشده | [ ۱۴۸ ] |
| جشن بزرگ سینمای ایران                       | ۱۳۹۳ | بهترین کارگردانی فیلم اول                     | خوابم می‌آد                            | نامزدشده | [ ۱۴۸ ] |
| جشن لبخند آفتاب                             | ۱۳۹۱ | لبخند زرین بهترین بازیگر مرد کمدی             | اسب حیوان نجیبی است ورود آقایان ممنوع | برنده    | [ ۱۴۹ ] |
| آکادمی سینماسینما                           | ۱۳۹۷ | چهره مؤثر سال سینمای ایران                    | —                                     | برنده    | [ ۱۵۰ ] |
| جشن حافظ                                    | ۱۳۸۵ | بهترین کارگردانی تلویزیونی                    | متهم گریخت                            | برنده    | [ ۱۵۱ ] |
| جشن حافظ                                    | ۱۳۸۵ | بهترین خواننده تیتراژ فیلم و مجموعه تلویزیونی | متهم گریخت                            | نامزدشده | [ ۱۵۲ ] |
| جشن حافظ                                    | ۱۳۸۸ | بهترین کارگردانی تلویزیونی                    | ترش و شیرین                           | نامزدشده | [ ۱۵۳ ] |
| جشن حافظ                                    | ۱۳۸۸ | بهترین بازیگر مرد کمدی تلویزیونی              | ترش و شیرین                           | نامزدشده | [ ۱۵۴ ] |
| جشن حافظ                                    | ۱۳۹۳ | بهترین بازیگر مرد سینما                       | دهلیز و طبقه هساث                     | برنده    | [ ۱۵۵ ] |
| جشن حافظ                                    | ۱۳۹۴ | بهترین کارگردانی سینمایی                      | رد کارپت                              | نامزدشده | [ ۱۵۶ ] |
| جشن حافظ                                    | ۱۳۹۴ | بهترین بازیگر مرد سینما                       | رد کارپت                              | نامزدشده | [ ۱۵۷ ] |
| جشن حافظ                                    | ۱۳۹۴ | جایزه ویژه هیئت داوران                        | رد کارپت                              | برنده    | [ ۱۵۸ ] |
| جشن حافظ                                    | ۱۳۹۵ | بهترین بازیگر مرد سینما                       | نهنگ عنبر                             | نامزدشده | [ ۱۵۹ ] |
| جشن حافظ                                    | ۱۳۹۸ | تندیس دستاورد فردی ویژه                       | —                                     | برنده    | [ ۱۶۰ ] |
| جشن حافظ                                    | ۱۳۹۸ | بهترین بازیگر مرد سینما                       | هزارپا                                | نامزدشده | [ ۱۶۱ ] |